# Josef Wallnig

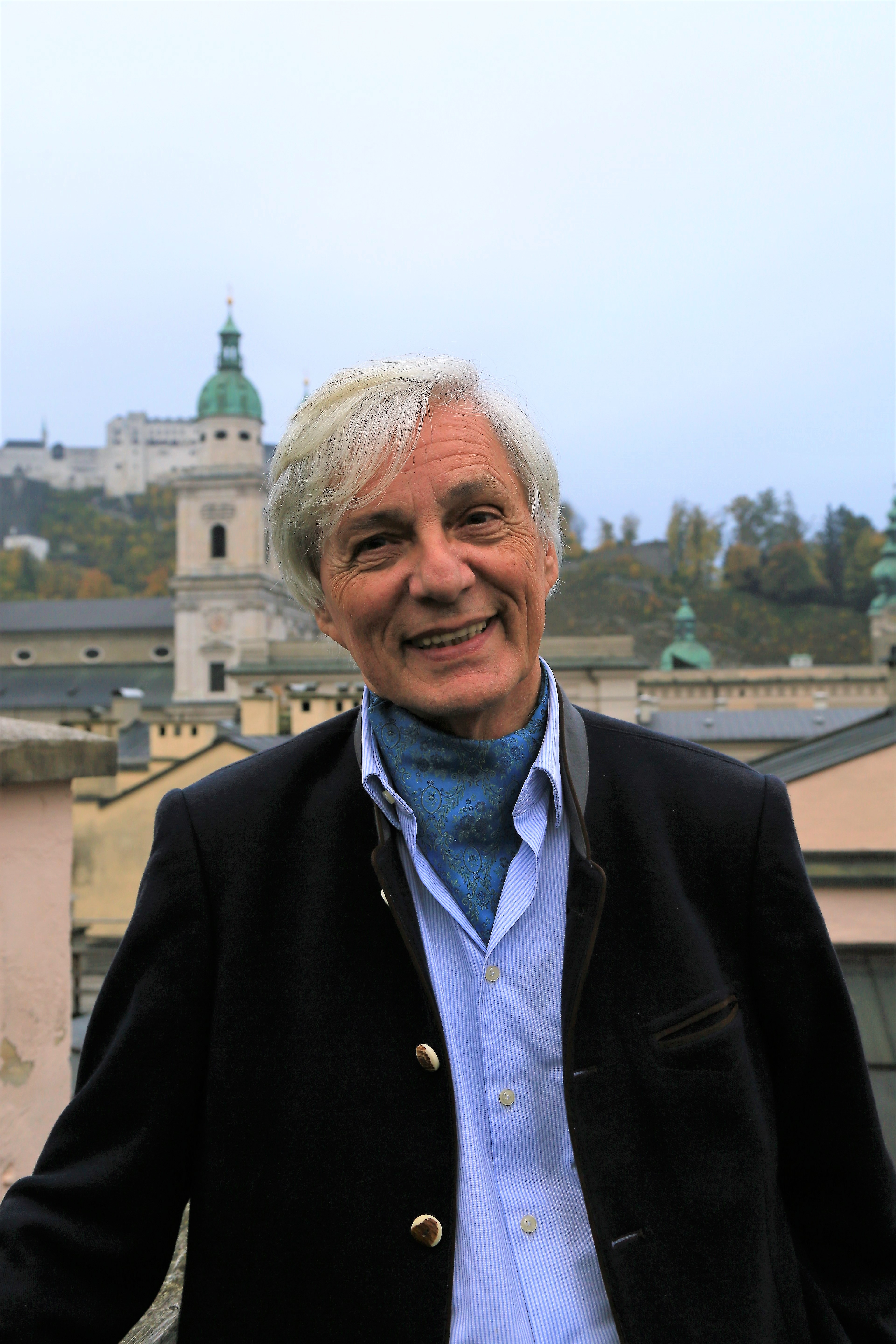
Josef Wallnig (2018)

Josef Wallnig (* 1946 in Salzburg) ist ein österreichischer Dirigent und emeritierter Hochschullehrer des Salzburger Mozarteums.

## Leben und Werk
Wallnig studierte an Akademie für Musik und darstellende Kunst Mozarteum Klavier und Komposition, später an der Hochschule für Musik und darstellende Kunst in Wien Dirigieren bei Hans Swarowsky. Er erhielt Auszeichnungsdiplome und perfektionierte seine Kenntnisse bei Franco Ferrara in Rom. Danach war er lange Jahre Assistent von Karl Böhm bei den Salzburger Festspielen, wirkte als Korrepetitor an der Wiener Staatsoper und als Kapellmeister an Opernhäusern in Deutschland und in Salzburg.
1980 wurde er als ordentlicher Professor für Operninterpretation an die Universität Mozarteum Salzburg (UMS) berufen, leitete deren Opernabteilung und war fünf Jahre lang Rektorstellvertreter. Zu seinen Schülern zählen Anja Schlosser, Katerina Tretyakova und Matthias Winckhler. Wallnig gründete das Mozart-Opern Institut und leitet es nach wie vor. Das Institut ist an der UMS verankert, vermittelt historische Aufführungspraxis und „kontrapunktiert diese mit gegenwärtigen Sichtweisen und Aufführungsstilen“, so die Selbstdarstellung auf der Website des Instituts. Wallnig dirigierte und gab Meisterkurse in Deutschland, Italien, Litauen, den USA, Sibirien, Korea, Japan und in Ägypten. Er fungierte als Juror einer Reihe von Musikwettbewerben, beispielsweise bei der ARD München und beim Mozart-Gesangswettbewerb in Japan. Er ist Künstlerischer Leiter des „Ensembles 17“, welches im deutschsprachigen Raum und in Italien konzertiert.
Bei den Salzburger Festspielen 2006 dirigierte Wallnig Apollo et Hyacinthus und Die Schuldigkeit des ersten Gebots, es inszenierte John Dew. Die Produktion erfreute sich der Zustimmung von Presse und Publikum. Sie wurde in Bild und Ton mitgeschnitten und ist in der CD-Kollektion Mozart 22 enthalten.
Auf LP erschienen ist 1986 Grodeck. Ein szenisches Gedicht von Georg Trakl, vertont vom südtiroler Komponisten Herbert Grassl (* 1948) und dirigiert von Wallnig.
Josef Wallnig ist ein Enkel des Salzburger Kaufmanns Josef Zulehner.

## Operndirigate (Auswahl)
- 2006: Apollo et Hyacinthus und Die Schuldigkeit des ersten Gebots – Salzburger Festspiele
- 2009: Don Giovanni – Peking
- 2011: Il Parnaso confuso (Gluck) – Schloss Schönbrunn, Wien
- 2013: Bastien und Bastienne – Macau
- 2014: La clemenza di Tito – Mozarteum Salzburg und Estate Fiesolana (Teatro Romano di Fiesole, Teatro Comunale di Firenze)

## Auszeichnungen
- 2008: Ehrendoktorat der Litauischen Akademie für Musik und Theater
- 2010: Österreichisches Ehrenkreuz für Wissenschaft und Kunst I. Klasse